# 月の夜汽車
月の夜汽車（つきのよぎしゃ）は、美空ひばりのシングル。1975年9月1日に日本コロムビアから発売された。

## 概要
- A面『月の夜汽車』とB面『風の流れに』は共に岡林信康作詞・作曲の作品であり、岡林が同年12月16日に中野サンプラザで開いた約4年半ぶりとなる単独コンサートでは、リサイタル終盤にひばりが客席から飛び入り参加して1曲まるごと歌った[2]。
- 岡林がレコーディングに立ち会った際、ひばりは譜面ではなく歌詞の紙に矢印を書き込んでいた[3]。岡林が「どうして」と尋ねると、ひばりは恥ずかしげに「楽譜が読めないから、こうして読んでるの」と返した。岡林が「僕も楽譜を読めないんだ」と言ったところ、ひばりは「ウソー！私と一緒ね」と笑顔になった[3]。レコーディング終了後に原宿で夕食を共にしたが、岡林はひばりに「ウチにきて飲まない?」と誘われた。残った食事を包んでもらい、目黒区青葉台のひばり邸に伺った[3]。
- ひばり邸では綺麗に手入れされた芝生でレコード会社の関係者と相撲を取ってひばりから「芝生が傷む」と言われたり、「越後獅子の唄」を目の前で歌い、「その裏声のところ、間違ってる」と歌唱指導もされた[3]。
- 当時の岡林は京都の山村に移住して「3反ほどの田圃に食い切れるだけの米を1反ほど作る」という農作業に励んでおり、人前に立つことは避けていたが、ひばりにハッパをかけられて中野サンプラザでコンサートを行った[3]。心配で見に来たひばりは“私も歌いたいわ”と言って『風の流れに』を歌い、岡林も負けるもんかと思って歌ったが、歌詞を忘れてしまう。それからは、ひばりの歌を聴き出した[3]。
- ひばり20回忌の2009年に奇跡的に岡林が保有していたカセットテープが発見され、ひばりと岡林のMCも含めてノーカット収録でCD化された[2]。

## 収録曲
両曲共　作詞・作曲：岡林信康、編曲：佐伯亮
1. 月の夜汽車
2. 風の流れに